# Podnoszenie ciężarów na Letnich Igrzyskach Olimpijskich 1920 – waga średnia mężczyzn
Zawody w wadze średniej mężczyzn były jedną z konkurencji w podnoszeniu ciężarów na Letnich Igrzyskach Olimpijskich 1920. Zawody odbyły się w dniu 30 sierpnia. W zawodach uczestniczyło 10 zawodników z 7 państw.

## Wyniki
Każdy zawodnik miał trzy próby. Wynik końcowy stanowiła suma wszystkich podniesionych przez zawodnika ciężarów.
| Pozycja | Zawodnik           | 1  | 2  | 3   | Wynik |
| ------- | ------------------ | -- | -- | --- | ----- |
| 1       | Henri Gance        | 65 | 75 | 105 | 245   |
| 2       | Pietro Bianchi     | 60 | 70 | 105 | 235   |
| 3       | Albert Pettersson  | 55 | 75 | 105 | 235   |
| 4       | Marinus Ringelberg | 55 | 65 | 105 | 225   |
| 5       | Camille Ledran     | 55 | 65 | 100 | 220   |
| 6       | Christian Jensen   | 55 | 60 | 100 | 215   |
| 7       | Marcel Marchand    | 55 | 55 | 95  | 205   |
| 8       | Pieter Belmer      | 0  | 65 | 100 | 165   |
| —       | Georges De Proft   | 55 | 65 | —   | DNF   |
| —       | Ahmad Sami         | 55 | —  | —   | DNF   |